# Veronica Dunne
Veronica Louise Dunne (Malibú, California; 2 de marzo de 1995) es una actriz estadounidense. Es conocida por interpretar a Marisa Miller en la serie original de Disney Channel K.C. Undercover (2015-2018).

## Biografía
Veronica Louise Dunne nació el 2 de marzo de 1995 en Malibú, California. Es la única hija de Kristine Dunne y el actor e instrumentista de teatro musical Murphy Dunne. Su padre estaba estrechamente asociado con el teatro. De esta manera, estuvo expuesta a la actuación desde edad temprana.

## Carrera profesional
Hizo su debut en el teatro con Cinderella, producida bajo Lythgoe Family Production. En la obra, Veronica compartió escenario con veteranos de Hollywood como Jennifer Leigh Warren y Freddie Stroma. A partir de entonces, protagonizó un par de obras de teatro, como Into the Woods, Chicago y Cabaret. Se mudó a Nueva York para la obra Black Suits, escrita por Joe Iconis de Smash. Su carrera dio un giro importante después de eso.
Veronica comenzó una carrera de actuación como actriz invitada en un episodio de la serie de ABC, According to Jim. Después hizo su debut cinematográfico en la película Locker Love (2009), en la que interpretó el papel de Sarah Meyers. Luego apareció en los cortometrajes Couch (2011) y Our Wild Hearts (2013).
Veronic se adentro en la industria de Disney interpretando varios personajes de invitada en series originales de Disney Channel como The Suite Life on Deck (2008), Austin & Ally (2012) y un papel recurrente en la cuarta temporada de la serie original de Disney XD Kickin' It (2014). Obtuvo su primer papel principal en una serie de televisión en la serie original de Disney Channel, K.C. Undercover (2015-2018), interpretando a Marisa Miller, la mejor amiga de la protagonista interpretada por Zendaya. Al mismo tiempo, audicionó para el papel principal de Sophie en la producción de Broadway, Mamma Mia!. Aclaró ambas audiciones, pero finalmente eligió el papel de Marisa sobre Sophie. Posteriormente, hizo apariciones en las cintas The Ninth Passenger (2018) y Half Empty (2019).

## Filmografía

### Cine
| Año  | Título              | Personaje    | Notas        |
| ---- | ------------------- | ------------ | ------------ |
| 2008 | Locker Love         | Sarah Meyers | Cortometraje |
| 2011 | The Couch           | Raquel       | Cortometraje |
| 2013 | Our Wild Hearts     | Zoe          |              |
| 2018 | The Ninth Passenger | Christy      |              |
| 2019 | Half Empty          | Tiana        |              |
| 2019 | Hook Up 2.0         | Chica        | Cortometraje |

### Televisión
| Año       | Título                 | Personaje     | Notas                          |
| --------- | ---------------------- | ------------- | ------------------------------ |
| 2008      | According to Jim       | Lauren        | 1 episodio                     |
| 2009      | The Suite Life on Deck | Tiffany       | Episodio: «Roomies»            |
| 2012      | Austin y Ally          | Emily         | Episodio: «Costumes & Courage» |
| 2014      | Kickin' It             | Taylor        | Personaje recurrente           |
| 2015-2018 | K.C. Undercover        | Marisa Miller | Elenco principal               |